# Parkwood (entreprise)
Pour les articles homonymes, voir Parkwood.
Parkwood est une entreprise sud-coréenne de fabrication de guitares acoustiques qui produit les instruments haut de gamme de la marque Cort.

## Historique
En 2006, Cort commence la production d'une série de guitares haut de gamme sous le nom Parkwood. La même année, Cort prend la décision de faire de Parkwood une marque à part entière, bien que celle-ci soit toujours produite en corée du sud.

## Les instruments
Les guitares Parkwood sont réalisées avec des bois massifs, cette particularité permet à ces instruments de se bonifier avec l'âge en offrant un son de plus en plus riche.
Parkwood produit exclusivement des guitares acoustiques folk. Cinq types de formes sont disponibles : Auditorium, Grand Auditorium, Jumbo, Grand Concert pan coupé et Dreadnought pan coupé.
Les guitares Parkwood sont distribués en France par Saico.